# Железничка станица Земунско поље
Железничка станица Земунско поље је једна од железничких станица Београдског железничког чвора, пругa Београд—Шид и Београд—Суботица и стајалиште прве линије БГ ВОЗ-а. Налази се између насеља Плави хоризонти и Алтина у градској општини Земун у Београду. Од центра Земун Поља удаљена је 1,7 километара.
Пруга се наставља ка Батајници у једном смеру и у другом према Земуну. Железничка станица Земун поље састоји се из три перона који опслужују четири колосека. Станица је повезана градским превозом линијом 708 (Земун Поље - Нови Београд /Блок 70а/) и линијом 709 (Земун Поље - Земун/Нови Град/).